# بولهیلات
بولهیلات (به عربی: بولهیلات) یک شهرداری در الجزایر است که در استان باتنه واقع شده‌است.